# Army Black Knights football
La squadra di football degli Army Black Knights rappresenta la United States Military Academy. La squadra milita nell'American Athletic Conference, alla quale è entrata a far parte per il football americano solo nel 2024. Prima di allora era una delle poche squadre NCAA ad essere indipendente, cioè non apparteneva a nessuna conference.. È allenata dal 2014 da Jeff Monken.
Army ha vinto 3 titoli nazionali, l'ultimo dei quali nel 1946. Ha avuto tra le proprie file 37 giocatori nominati unanimemente All-America e tre vincitori dell'Heisman Trophy.

## Titoli nazionali
| Anno | Allenatore | Selettore                 | Record |
| ---- | ---------- | ------------------------- | ------ |
| 1944 | Earl Blaik | Associated Press          | 9–0    |
| 1945 | Earl Blaik | Associated Press          | 9–0    |
| 1946 | Earl Blaik | Helms Athletic Foundation | 9–0–1  |

## Premi individuali

### Heisman Trophy
| Anno | Nome          | Ruolo |
| 1945 | Doc Blanchard | FB    |
| 1946 | Glenn Davis   | HB    |
| 1958 | Pete Dawkins  | HB    |

### Membri della College Football Hall of Fame
Ventiquattro membri dei Black Knights sono stati inseriti nella College Football Hall of Fame:
- Bob Anderson
- Doc Blanchard
- Paul Bunker
- Chris Cagle
- Bill Carpenter
- Charlie Daly
- Glenn Davis
- Pete Dawkins

- Arnold Galiffa
- Ed Garbisch
- John Green
- Don Holleder
- Harvey Jablonsky
- Doug Kenna
- John McEwan
- Frank Merritt

- Robin Olds
- Elmer Oliphant
- Barney Poole
- Bud Sprague
- Joe Steffy
- Alex Weyand
- Harry Wilson
- Bill Yeoman